# Pillowtalk
Singles de Zayn,
Like I Would
(2016)
Pillowtalk est une chanson de l'auteur-compositeur-interprète Zayn, ancien membre de One Direction. Elle est sortie le 29 janvier 2016 en tant que premier single de l'album Mind of Mine.
Cette chanson est arrivée en tête des classements dans plusieurs pays dans le monde, notamment aux États-Unis, au Canada, au Royaume-Uni et en Australie.
Le 24 septembre 2020, le clip vidéo atteint le milliard de visionnages sur YouTube.

## Classements
| Classement (2016)                       | Meilleure position |
| --------------------------------------- | ------------------ |
| Allemagne (Media Control AG)            | 5                  |
| Australie (ARIA)                        | 1                  |
| Autriche (Ö3 Austria Top 40)            | 3                  |
| Belgique (Flandre Ultratop 50 Singles)  | 13                 |
| Belgique (Wallonie Ultratop 50 Singles) | 19                 |
| Danemark (Tracklisten)                  | 5                  |
| Espagne (PROMUSICAE)                    | 2                  |
| États-Unis (Hot 100)                    | 1                  |
| Finlande (Suomen virallinen lista)      | 6                  |
| France (SNEP)                           | 4                  |
| Italie (FIMI)                           | 3                  |
| Norvège (VG-lista)                      | 2                  |
| Nouvelle-Zélande (RMNZ)                 | 1                  |
| Pays-Bas (Single Top 100)               | 9                  |
| Royaume-Uni (UK Singles Chart)          | 1                  |
| Royaume-Uni (UK R&B Chart)              | 1                  |
| Suède (Sverigetopplistan)               | 1                  |
| Suisse (Schweizer Hitparade)            | 15                 |